# Галабаров, Веселин
Веселин Сим. Галабаров (болг. Веселин Сим. Гълъбаров, род. 1963) — болгарский спортсмен-тяжёлоатлет. Мировой рекордсмен. Трёхкратный чемпион Болгарии, вице-чемпион мира, призёр чемпионата Европы в рывке, чемпион мира среди юниоров. Заслуженный мастер спорта Болгарии (1985).

## Биография
Занимался в спортивной школе в Русе (ныне — спортивное училище имени майора Атанаса Узунова), в классе вместе с ним было всего пять тяжёлоатлетов. Одним из них был будущий многократный чемпион мира и Европы Нено Терзийский.
11 августа 1982 года установил мировой рекорд в рывке (153,5 кг) в категории до 67,5 кг на чемпионате мира среди юниоров в Сан-Паулу.

## Спортивные результаты
| Год  | Соревнование                 | Место проведения | Весовая категория | Рывок    | Толчок   | Сумма двоеборья | Место |
| 1982 | Чемпионат мира среди юниоров | Сан-Паулу        | до 67,5 кг        | 152,5 кг | 182,5 кг | 335 кг          | 1     |
| 1983 | Кубок Дружбы                 | Одесса           | до 67,5 кг        | 135 кг   | 167,5 кг | 302,5 кг        | 2     |
| 1983 | Чемпионат Болгарии           | Варна            | до 67,5 кг        |          |          | 315 кг          | 3     |
| 1984 | Чемпионат Болгарии           | Варна            | до 67,5 кг        |          |          | 320 кг          | 2     |
| 1985 | Чемпионат Европы             | Катовице         | до 67,5 кг        | 147,5 кг |          |                 | ?     |
| 1985 | Чемпионат Болгарии           | Сливен           | до 67,5 кг        |          |          | 317,5 кг        | 2     |
| 1985 | Чемпионат мира               | Сёдертелье       | до 67,5 кг        | 150 кг   | 180 кг   | 330 кг          | 2     |